# Страдивари Виотти
Страдивари Виотти (экс-Брюс Страдивариус) (итал. Viotti Stradivarius) (1709) — антикварная скрипка, созданная скрипичным мастером Антонио Страдивари (1644—1737) в Кремоне. Это один из 700 известных сохранившихся инструментов Страдивари.
Скрипка получила своё название по имени её первого известного владельца, скрипача Джованни Баттиста Виотти, который, как говорят, получил её в знак любви от Екатерины Великой. Виотти, как полагают, поручил сделать по крайней мере одну точную копию этой скрипки. Последующие владельцы — Менессир, Брошан де Вильерс; Меуние, Жан-Батист Вийом; Пьер Сильвестр (от имени William E. Hill & Sons), Бэрон Нуп, Р. К. Бейкер, Льюис Брюс и Джон Брюс, в честь которого эту скрипку также называют.
Страдивари Виотти, находящийся в очень хорошем состоянии, не изношенный и не подвергавшийся ремонту, что редко для инструментов того периода, был в последний раз куплен Королевской Академией Музыки за £3.5 миллиона в сентябре 2005 года. Его провенанс был основным фактором в оценке скрипки. Финансирование было обеспечено министерством финансов, Национальным Фондом Коллекций произведений искусства, Фондом Мемориала Национального наследия и многими частными спонсорами.
Как один из величайших скрипачей-виртуозов своего времени, Виотти существенно повлиял на область инструментальной техники. Его исполнения на скрипках Страдивари сыграли большую роль в признании их создателя как великого мастера.
Виотти владел тремя скрипками Страдивари. Другой инструмент, который впоследствии принадлежал Марии Холл, теперь принадлежит Коллекции Ши-Мэя. Он также владел скрипкой Страдивари 1712 года, которая стала частью Коллекции Генри Хоттинджера. С 1965 года она принадлежала Исааку Хурвицу.